# Daulelo (Meligo)
Daulelo ist eine osttimoresische Aldeia im Suco Meligo (Verwaltungsamt Cailaco, Gemeinde Bobonaro). 2015 lebten in der Aldeia 997 Menschen.

## Geographie und Einrichtungen
Daulelo befindet sich im Norden des Sucos Meligo. Südlich und westlich liegt die Aldeia Liabote. Im Osten grenzt Dauelo an den Suco Dau Udo und im Norden an den Suco Atudara. Die kleinen Wasserläufe Hatopoci und Malubolo bilden einen Teil der Grenze zu Liabote. Der Timoreme, ein Zufluss des Nunura, fließt im Grenzgebiet zu Atudara. Teile von Dauelo liegen aber nördlich des Wasserlaufs, so der Ort Dauelo und die Straße von Biadila in den Suco Dau Udo. Das Zentrum des Ortes Biadila liegt zwischen Hatopoci und Timoreme, er reicht aber weiter nach Norden bis in den Suco Atudara hinein. Die Grundschule Ciclo Biadila/Cailoco  liegt bereits in Atudara. In Daulelo befindet sich die Grundschule Harema/Daulelo, auf halbem Weg zwischen den Ortszentren von Biadila und Daulelo. Der Foho Doulelo (524 m) ist ein Berg im Südosten der Aldeia.

## Politik
2023 wurde Afonso Mau Lesu zum Chefe de Aldeia gewählt.